# Luffarschack
Luffarschack är ett abstrakt strategispel med fullständig information där två spelare turas om att rita tecken på ett rutat papper, alternativt lägga ut svarta och vita stenar på ett bräde. Den förste om att få fem tecken, vågrätt, lodrätt eller diagonalt, i rad har vunnit.

## Fritt luffarschack

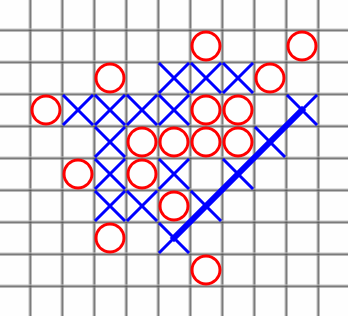
Fritt luffarschack.

Fritt luffarschack är den enklaste varianten. Det är känt i många länder och kallas oftast något i stil med ”kryss och ringar" eller "fem-i-rad”.
Det som behövs för att börja spela är en bit rutat papper, en penna och två spelare. Spelarna lottar om vem som ska spela med kryss respektive ringar och om vem som ska börja. Därefter turas man om att göra ett drag i en valfri ruta tills någon av spelarna lyckas få en obruten rad med fem av sina markeringar. Inga begränsningar finns – overline (en rad med sex eller fler) ger till exempel vinst. Om papperet blir fullt så fortsätter man på ytterligare ett rutat papper.
När gemene man talar om luffarschack så är det i regel detta spel, eller möjligen tripp trapp trull (tic tac toe) man menar.
Man kan på nätet fortfarande spela fritt luffarschack med några små tilläggsregler, bland annat på platsen Play OK. Spel sker där inte i rutorna utan med svarta (för spelaren som börjar partiet) och vita runda markeringar i skärningspunkterna och spelplanen är begränsad till 15x15 skärningspunkter. (Spelaren som börjar partiet kallas därför vanligen svart och de runda markeringarna skall motsvara stenar på ett bräde.) Dessutom är 6 i rad inte vinst för någon av spelarna. Tiden för varje spelare är också begränsad men det finns olika tider att välja på beroende på vem man möter.
Genom långt praktiskt spel i Japan kom man för mer än 100 år sedan fram till att den spelare som börjar partiet (vanligen kallad svart) har en stor favör. Om denne spelar felfritt slutar partiet med en snabb vinst för vederbörande. Det finns också ett datorbevis för säker vinst gjort av Victor Allis. Sedan början av 1900-talet har man i Japan därför experimenterat med diverse begränsningar för den förste spelaren och utvecklat spelet renju för att skapa ett jämnare spel.

## Tre typer av tilläggsregler
1961-1980 var reglerna vid SM fritt luffarschack. Schackklocka började användas först 1979.
Då spelaren som börjar har en klar fördel så spelar man i Sverige (och i världen i övrigt) sedan i början av 1980-talet i seriösa turneringar alltid med tilläggsregler. 
Det finns tre typer av tilläggsregler om man bortser från olika tidsregler.
1. Förbud för olika typer av drag. I renju har under årens lopp flera olika förbudsdrag införts för svart (dvs för spelaren som har börjat ett parti). Om svart tvingas sätta ett förbjudet drag så förlorar svart partiet.
2. Ett drag innehållande fem-i-rad innebär inte vinst. I Gomoku är 6 (eller ännu fler) i rad inte vinst men det är inte ett förbjudet drag dvs man förlorar inte om man sätter ett sådant drag.
3. Öppningsregler

## Ryskt luffarschack
1982-2010 användes i SM en ny regelvariant som föreslogs av Vladimir Sapronov från Ryssland och därför i Sverige kallades "Ryskt luffarschack". Internationellt har öppningsregeln ibland kallats "Gomoku pro". Regeln var ganska populär i Ryssland och Vitryssland fram till början av 90-talet. 
Reglerna är att första draget görs i centrum. Andra draget kan göras var som helst. Tredje draget görs utanför en tilltänkt centralkvadrat på 5x5. Därefter spelar man som i fritt luffarschack förutom det att "overline" dvs mer än 5 i rad inte ger vinst för vare sig svart eller vit.

## Gomoku
Gomoku är ett gammalt japanskt ord för luffarschack som sällskapsspel. Precis som i fritt luffarschack är idén att inga särskilda förbudsdrag skall förekomma. Spelreglerna skall vara lika för både svart och vit.
Vinst kräver dock exakt 5 i rad. 6 i rad är alltså inte vinst för någon av spelarna men det är inte förbjudet att sätta 6 i rad.
För att spelet skall vara seriöst krävs en utjämning av fördelarna för svart (som börjar partiet) och denna utjämning görs bara med hjälp av en öppningsregel. Ett genombrott när det gäller att utjämna fördelarna för svart har kommit när man i reglerna bygger in möjligheten för en spelare att byta sida (swap) från vit till svart eller tvärtom. Spelaren som föreslår en öppning vågar då inte välja en för stark öppning för varken svart eller vit. I Gomoku är öppningsreglerna väldigt radikala.
På senare år har regeln Swap2 blivit populär inte minst i östra Europa och denna öppningsregel gäller i VM fr o m 2009 och i SM fr o m 2011. 
1. Swap: Spelaren som börjar sätter ut de tre första dragen det vill säga 2 drag för svart och 1 drag för vit var som helst på brädet (spelplanen). Sedan får motspelaren välja om han/hon vill spela som svart eller som vit.
2. Swap2: Reglerna för Swap används med tillägget att motspelaren som ett tredje alternativ kan välja att lägga ut 2 stenar ytterligare var som helst på brädet och sedan kan spelaren som lade ut de tre första stenarna välja om han/hon vill spela som svart eller vit från och med partiets 6:e drag.

Eftersom de 3 öppningsdragen vid användning av bara Swap kan göras precis var som helst så har Swap2 tillkommit för att inte spelaren som börjar i förväg ska kunna överraska med en helt ny och okänd variant som motspelaren inte hinner analysera direkt under partiet.

### Världsmästerskap
Renju International Federation (RIF) sedan 1989 arrangerat sex VM i gomuko/luffarschack.
De första två gångerna spelade man ryskt luffarschack/gomuko pro.
Sedan 2009 har VM arrangerats vartannat år, med swap2-regeln ovan.
| År   | Värdstad, land       | Mästare          |
| ---- | -------------------- | ---------------- |
| 1989 | Kyoto Japan          | Sergej Chernov   |
| 1991 | Moskva Sovjetunionen | Jurij Tarannikov |
| 2009 | Pardubice Tjeckien   | Artur Tamioła    |
| 2011 | Huskvarna Sweden     | Attila Demján    |
| 2013 | Tallinn Estland      | Attila Demján    |
| 2015 | Suzdal Ryssland      | Rudolf Dupszki   |
| 2017 | Prag Tjeckien        | Zoltán László    |